# إسقاط المروحية الروسية ميل مي-24
في 9 نوفمبر 2020، أسقطت القوات المسلحة الأذربيجانية مروحية هجومية روسية من طراز ميل مي-24 (تحمل لقب الناتو «هند») خلال حرب مرتفعات قرة باغ 2020. وقد تم إسقاطها بالقرب من يراسك، في أرمينيا، على بعد بضعة كيلومترات من جمهورية نخجوان الأذربيجانية المتمتعة بالحكم الذاتي، نتيجة إطلاق صاروخ من الأرض من منظومات الدفاع الجوي المحمولة. ولقي اثنان من أفراد الطاقم مصرعهم وأصيب آخر نتيجة الهجوم. سرعان ما أصدرت السلطات الأذربيجانية بيان اعتذار، قائلة إن إطلاق النار حدث عن طريق الخطأ وقدمت تعويضات.

## الأحداث

### خلفية
وقع إطلاق النار خلال حرب على منطقة ناغورنو كاراباخ المتنازع عليها، والتي تسيطر عليها بحكم الأمر الواقع جمهورية أرتساخ المعلنة وغير المعترف بها، والتي تدعمها حليفها أرمينيا، لكنها بحكم القانون جزء من أذربيجان. في 8 نوفمبر 2020، سيطرت القوات الأذربيجانية على شوشا، بعد معركة استمرت أربعة أيام على المدينة.

### إسقاط الطائرة
وقع إطلاق النار في 9 نوفمبر 2020، بالقرب من يراس، في أرمينيا، على بعد كيلومترات قليلة من جمهورية ناختشيفان ذاتية الحكم في أذربيجان، وحوالي 70 كيلومتر (43 ميل) من الحدود إلى مرتفعات قرة باغ، نتيجة إطلاق صاروخ من الأرض من منظومات الدفاع الجوي المحمولة. وكانت المروحية ترافق قافلة القاعدة العسكرية الروسية 102 في كيومري. بعد فترة وجيزة، أعلنت أذربيجان مسؤوليتها عن الهجوم، حيث صرحت وزارة خارجيتها أن إطلاق النار حدث بالصدفة، معربة عن اعتذارها لروسيا واستعدادها لدفع تعويضات. وبحسب أذربيجان، حلقت المروحية الروسية في الظلام على ارتفاع منخفض وخارج منطقة الكشف لرادارات الدفاع الجوي الأذربيجانية. كما ذكرت السلطات الأذربيجانية أن المروحية حلقت على مقربة شديدة من الحدود الأرمنية الأذربيجانية خلال فترة النزاع وأن المروحيات الروسية لم تُشاهد من قبل في المنطقة.

## بعد الحادثة

### تحقيق
بدأت القاعدة العسكرية الروسية في أرمينيا ومكتب المدعي العام لأذربيجان بالتحقيق في الحادث. في 4 كانون الثاني (يناير) 2021، أعلن محققون عسكريون أنهم يتعاملون مع الحادث على أنه «قتل متعمد»، وليس «حادث عرضى».

### إتفاق وقف إطلاق النار
وقع الحادث في اليوم الذي تم فيه توقيع اتفاق وقف إطلاق النار. وفقًا لما ذكره أنطون ترويانوفسكي وكارلوتا غال من صحيفة نيويورك تايمز، فمن المحتمل أن يكون هذا سببًا لروسيا للتدخل في الحرب، وقد وجه الرئيس الروسي فلاديمير بوتين إنذارًا إلى الرئيس الأذربيجاني إلهام علييف. وفقًا لترويانوفسكي وغال، ذكرت روسيا في هذا الإنذار أنه إذا لم توقف أذربيجان عملياتها بعد السيطرة على شوشا، فسوف تتدخل. وفي الليلة نفسها، أصاب صاروخ مجهول منطقة مكشوفة في خردلان قرب باكو، دون أن يسفر عن وقوع إصابات، بحسب المصادر الأذربيجانية. في نفس ذاك اليوم، ظهر مقطع فيديو على وسائل التواصل الاجتماعي يظهر على ما يبدو القوات الأرمينية وهي تطلق صاروخ إسكندر روسي الصنع على أذربيجان. أكد الرئيس السابق لدائرة المراقبة العسكرية في وزارة الدفاع الأرمينية موفسيس هاكوبيان، قبل استقالته من منصبه في 19 نوفمبر 2020، استخدام أرمينيا لصاروخ إسكندر على أذربيجان، رغم أنه لم يذكر مكان سقوط الصاروخ.

## ردود الفعل

### الأطراف المعنية
بعد وقت قصير من سقوط الطائرة، أرسل وزير الدفاع الأذربيجاني، ذاكر حسنوف، برقية تعزية إلى وزير الدفاع الروسي، سيرغي شويغو. كما ذكرت وزارة الخارجية الروسية أنها قيمت بشكل إيجابي تحمل أذربيجان المسؤولية عن الحادث على الفور. وفي وقت لاحق، منح الرئيس الروسي فلاديمير بوتين لجنوده الذين كانوا على متن المروحية وسام الشجاعة.

### دوليا
في 9 نوفمبر، أصدرت منظمة معاهدة الأمن الجماعي في روسيا، بيانًا أعربت فيه عن مخاوفها بشأن إسقاط الطائرة. في 18 نوفمبر، وقع رئيس أرمينيا، أرمين سركيسيان، مرسوماً بمنح الطيارين الروس وسام الاستحقاق العسكري. في 12 ديسمبر، كشفت الحكومة الأرمينية النقاب عن لوحة تذكارية مؤقتة في يراسك لإحياء ذكرى مقتل الطيارين الروس في الحادثة، وأقيمت صلاة في المنطقة.